# Kod 128
Kod 128 je crtični kod prozvoljne duljine kojim se mogu prikazati svih 128 ASCII znakova (zar razliku od ITF koda kojim je moguće prikazati samo brojeve od 0-9).
Svaki element koda je kodiran s 11 jediničnih širina (rabi se pojam modul za jediničnu širinu), i sadrži 3 tamne pruge i 3 svijetle, kod naravno počinje s tamnom prugom. Postoje tri skupa znakova: A, B i C, svaki sadrži 106 znakova.